# Björgvin Páll Gústavsson
Björgvin Páll Gústavsson (Hvammstangi, 24 de maio de 1985) é um handebolista profissional islandês, medalhista olímpico.